# Florentine Van Espen
Florentine Irma Maria Van Espen (Tremelo, 3 april 1934) is een Belgische ontwikkelingswerkster in Afrika. Ze studeerde af als verpleegster en vertrok in 1963 met de AFI-organisatie (Association Fraternelle Internationale) naar Opper-Volta, het huidige Burkina Faso. Het was de bedoeling daar drie jaar actief te zijn, maar ze is er nooit meer weggegaan. Zonder deel uit te maken van een organisatie, maar met internationale steun van sympathisanten heeft zij er scholen, waterputten, dispensaria en materniteiten kunnen bouwen. In 1999 werd ze genaturaliseerd tot Burkinese.

## Biografie

### Jeugdjaren
Florentine Van Espen werd geboren als derde van zeven kinderen in een landbouwersgezin. Op twaalfjarige leeftijd verloor ze haar moeder.

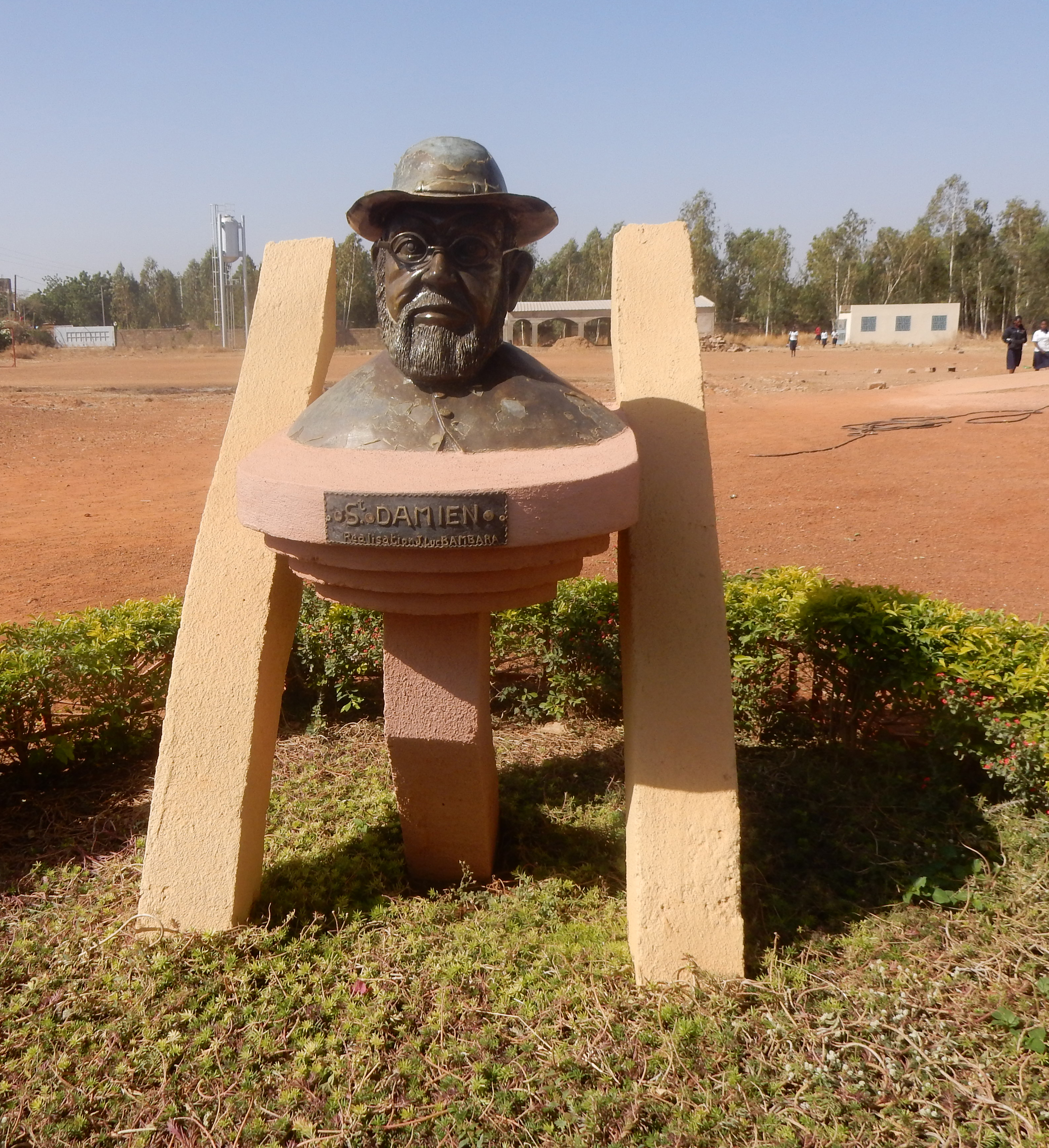
Borstbeeld Pater Damiaan (lyceum in Garango)

Haar grote voorbeeld en inspiratiebron is altijd het leven van Pater Damiaan geweest, de held van Molokaï, die 94 jaar eerder ook in haar dorp geboren werd. Net als hij wilde zij zich ten dienste stellen van de zwakke medemens. In haar zoektocht om zich te kunnen inzetten voor anderen, kwam zij in contact met AFI, een leken-initiatief voor ontwikkelingshulp dat in 1937 opgericht en geleid werd door Yvonne Poncelet uit Luik. AFI ondersteunde haar en gaf haar de kans om de studies voor verpleegster te volgen.

### Een eerste opdracht
Na die studies stelde AFI haar voor om als verpleegster naar Garango in Opper-Volta te gaan om er te werken in een scholengemeenschap. Omdat ze de Franse taal niet voldoende machtig was, werd ze eerst naar de Parijse Sorbonne gestuurd om daar een spoedcursus Frans te volgen.
In november 1963 vertrok ze per boot vanuit Marseille naar Abidjan (Ivoorkust) en ging vervolgens per trein verder naar Ouagadougou (de hoofdstad van Burkina Faso), waar ze werd opgewacht door enkele AFI–leerkrachten van Garango. Het laatste stuk naar Garango gebeurde met een 2 pk-tje, langs slechte wegen en duurde drie dagen.

### De beginjaren in Garango
Haar taak als verpleegster voor de schoolgemeenschap werd snel uitgebreid tot heel Garango door toedoen van de toenmalige pastoor Abbé Lofo (†2009), die Van Espen uitstuurde naar zieken en gekwetsten die verzorging nodig hadden. Toen de drie jaren verstreken waren, drong Abbé Lofo en de gemeenschap van Garango er bij haar op aan om te blijven. Zij ging in op deze vraag, zonder te beseffen dat Garango haar levenswerk zou worden.

### Focus bij hulpverlening
Samen met de leerkrachten van de schoolgemeenschap leerde zij dat verdere ontwikkeling van Garango en omstreken alleen maar mogelijk was als er onderwijs geboden kon worden aan de jongere generatie. Maar onderwijs vereist scholen en die waren er haast niet, zeker niet voor meisjes. Haar doel werd duidelijk: ze zou zich verder concentreren op basisaccommodatie voor gezondheidszorg, vrouwengelijkheid en de constructie van schoolgebouwen.
Ze besefte dat ontwikkeling vooral vooruitgang boekt via vrouwen. Daarom besloot Van Espen als eerste een huishoudschool te bouwen (le Centre de Promotion Féminine), zodat meisjes na de lagere school - die er al was in Garango - het vak van naaister zouden kunnen leren. Later werd de vorming breder opgevat zodat de school evolueerde van een beroepsschool naar een technische school en als naam "C.A.P.C.C." (Centre d'Aptitude Professionelle en Coupe et Couture) kreeg. Hiervoor was echter buitenlandse financiële hulp nodig.

## Groeiende steun van sympathisanten
De eerste decennia in Garango waren moeilijk en Florentine Van Espen kreeg enkel financiële steun van haar directe familie. Bij elk bezoek aan haar geboorteland probeerde ze in de ruime kenniskring nieuwe mensen te vinden die haar plannen financieel wilden steunen. Langzaamaan hebben steeds meer mensen op die manier kennis gemaakt met haar werk en is het aantal sympathisanten verder uitgegroeid, wat het mogelijk maakte nieuwe bouwprojecten aan te vatten.

## Realisaties[1][2]
- 1965: Stichting van de huishoudschool "Centre de Promotion Féminine" (beroepsschool) in Garango
- 1983-1987: Omschakeling van beroepsschool naar een technische school, het "C.A.P.C.C."
- 1993-1997: Lagere school en woning voor de leerkrachten in Ouamné (broussedorp op 17 km van Garango)
- 1998-2001: Materniteit en Dispensarium in Ouaminé
- 2003-2005: Bouw van een lagere school en woning voor de leerkrachten in Samando (broussedorp op 25 km van Garango)
- 2004-2006: Materniteit en Dispensarium in Samando
- 2007-2012: Computerschool in Garango
- 2010-2016: Het "Lycée Saint Damien de Garango"[9]
- 2013-2017: Lagere middelbare school in Samando
- 2016-2017: Uitbreiding met 3 extra klassen van de lagere scholen in Ouamné en Samando
- 2017: Moderne watertoren voor het lyceum van Garango
- 2018-2019: Dispensarium en materniteit in Léda (broussedorp op 21 km van Garango)
- 2019: Start van de bouwwerken voor de lagere middelbare school in Léda

Peterschappen
Na een overlijden in het kraambed kwamen veel families in grote nood. Daarom werd in Garango een weeshuis gesticht. Florentine Van Espen startte samen met de Missie animatie Ten Aard (Geel) met het organiseren van peterschappen ter ondersteuning van de voogden van deze kinderen. Begin 2019 telde deze activiteit meer dan 200 peters en meters. Jaarlijks ontvangen de voogden een financiële steun, op uitdrukkelijke voorwaarde dat het betrokken kind een jaar volwaardig onderwijs gevolgd heeft.

## Erkenning
Voor haar inzet en werk in de regio Garango, kreeg zij in oktober 2010 de eretitel "Chevalier de l'Ordre de Mérite Burkinabé", uitgereikt door de Burkinese Minister van Onderwijs.
In 2013 werd Florentine Van Espen – ter gelegenheid van haar gouden jubileum als ontwikkelingshelpster – gevierd in haar geboortedorp Tremelo. Ook in Garango hadden grote feestelijkheden plaats in november van dat jaar en het gemeentebestuur besloot een straat naar haar te noemen. Daarom heet de straat aan het Lycée Saint Damien de Garango voortaan Rue Florentina Van Espen. In september 2019 kreeg ze in de gemeente Tremelo de titel van ereburger.
Omwille van haar bekendheid en realisaties, maakte de nationale TV van Burkina Faso (la R.T.B.) een documentaire van 68 minuten (realisator: Michaël Djiguemde), waarin haar actief leven besproken werd. Deze reportage werd voor de eerste keer uitgezonden in februari 2015 tijdens het programma "A Cœur Ouvert”.